# Дерендінген (Золотурн)
Дерендінген (нім. Derendingen SO) — громада  в Швейцарії в кантоні Золотурн, округ Вассерамт.

## Географія
Громада розташована на відстані близько 30 км на північ від Берна, 4 км на схід від Золотурна.
Дерендінген має площу 5,6 км², з яких на 32,4% дозволяється будівництво (житлове та будівництво доріг), 39,1% використовуються в сільськогосподарських цілях, 27,1% зайнято лісами, 1,4% не є продуктивними (річки, льодовики або гори).

## Демографія
2019 року в громаді мешкало 6520 осіб (+8% порівняно з 2010 роком), іноземців було 31%. Густота населення становила 1160 осіб/км².
За віковим діапазоном населення розподілялося таким чином: 18,2% — особи молодші 20 років, 62,8% — особи у віці 20—64 років, 19% — особи у віці 65 років та старші. Було 2940 помешкань (у середньому 2,2 особи в помешканні).
Із загальної кількості 1955 працюючих 24 було зайнятих в первинному секторі, 578 — в обробній промисловості, 1353 — в галузі послуг.